# Маньковский, Тадеуш
Тадеуш Маньковский (пол. Tadeusz Mańkowski, 2 августа 1878, Львов — 8 августа 1956, Краков) — польский юрист, коллекционер, искусствовед.

## Биография
Родился 2 августа 1878 года во Львове в семье судьи Владимира Маньковского и Ядвиги из Лозинских. Изучал правоведение во Львовском университете. В 1904 году получил степень доктора права. В 1898–1902 годах работал во львовском Научном учреждении им. Оссолинских, позже — адвокат. Был женат на Стефании с Никоровичей. Увлекался коллекционированием, историей искусства. С 1930 года работал исключительно как искусствовед. В 1945 году выехал в Польшу, возглавлял музей в Вавеле. В 1948 году получил степень доктора искусствоведения в Ягеллонском университете. Там же в 1947–1955 преподавал историю искусства Ближнего Востока. В 1951 году оставил работу в Вавеле, после чего возглавил кабинет гравюр Польской академии знаний. Член Львовского научного общества, член-корреспондент Польской академии знаний с 1932, действительный член — 1939. С 1953 - член Академии Наук и Научного общества Варшавы. Исследовал культуру и искусство Львова, историю армян Польши, восточное искусство. В 1947 году награждён Офицерским крестом Орден Возрождения Польши.

## Изданные труды
- August Moszyński: architekt polski XVIII stulecia, 1928.
- Lwowskie kościoły barokowe, 1932.
- Искусство Islamu w Polsce w XVII i XVIII wieku, 1935. Позже в 1959 году переиздана под названием Orient w polskiej kulturze artystycznej.
- Pochodzenie osiadłych we Lwowie budowniczych włoskich, 1936.
- Lwowska rzeźba rokokowa, 1937.
- Genealogia sarmatyzmu, 1946.
- Polskie tkaniny i hafty XVI—XVIII wieku, 1954.
- Dzieje wnętrz wawelskich, 1952, второе издание — 1957.
- Dawny Lwów, Londyn, 1973 (посмертное издание).
- Dawny Lwów — проверить sztuka i kultura artystyczna, Londyn, 1974.